# Adam III. Batthyány

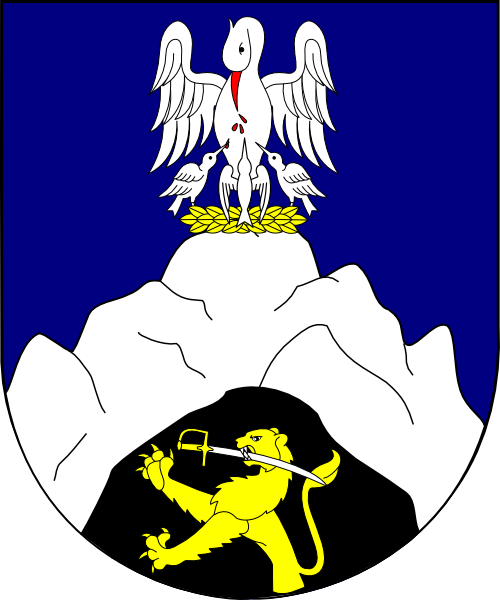
Wappen der Linien der Batthyány-Sekundogenitur

Adam III. Batthyány (* 3. März 1704 in Čatež ob Savi; † 15. November 1782 in Güssing) war ein ungarischer Magnat und Grundherr aus der Adelsfamilie Batthyány, und als solcher Graf von Batthyány de Németújvár. Er war der Begründer der Scharfensteiner Linie der Familie und erlangte vor allem als Stifter und Bauherr von Kirchen historische Bedeutung.

## Herkunft und Familie
Batthyány war der zweitälteste Sohn von Sigmund I. Graf Batthyány (1673–1726) und dessen Ehefrau Isabella Rosina geb. Gräfin Gallenberg (1670–1731). Adams Großvater Paul I. (1639–1674) war einer der beiden Söhne von Adam I., der von der Familie als „Stammvater im eigentlichen Sinn“ betrachtet wird. Dieser teilte sein Erbe unter seinen Söhnen Christoph II. (1637–1687) und Paul I. auf. Aus den Nachkommen Christophs ging die spätere erste fürstliche Linie hervor, aus den Nachkommen Pauls die ursprünglich gräflichen Linien mit der späteren zweiten fürstlichen Linie. Das Geschlecht zählte zu den bedeutendsten Adelsfamilien der Habsburgermonarchie.
Zu Adams Geschwistern gehörten Paul II. (1702–1740), Domprobst zu Raab, Sigmund II., der Begründer der Schlaininger Linie, sowie Emmerich I. (1707–1774), der Begründer der Pinkafelder Linie, von der alle heute noch lebenden Familienmitglieder abstammen.

## Leben und Wirken
Adam III. erbte nach dem Tod seines Vaters 1726 unter anderem die Herrschaft Pinkafeld mit dem dazugehörigen Herrensitz Schloss Pinkafeld. Außerdem erbte er auch einen Teil der Herrschaft Güssing, die als seit 1524 genutzter Stammsitz der Familie unter den Nachkommen von Adam I. regelmäßig aufgeteilt wurde, was sogar die Räumlichkeiten auf Burg Güssing mit einschloss. Adam III. erweiterte seinen Besitz um das Judengebäude in Güssing, das der Familie als herrschaftlicher Ansitz in der Stadt diente, sowie um die Herrschaft Burgau und die Güter in Rakonicz, Malzenitz und Zalaszentgrót, das er von einem seiner Neffen erwarb. Bereits zu Lebzeiten seines Vaters um 1721 herum, hatte Adam III. vom späteren Fürst Nikolaus I. Joseph Esterházy das Gut Eleskö (deutsch Scharfenstein) erworben. Nach diesem wurde die aus ihm und seinen männlichen Nachkommen bestehende Nebenlinie der Batthyány benannt.

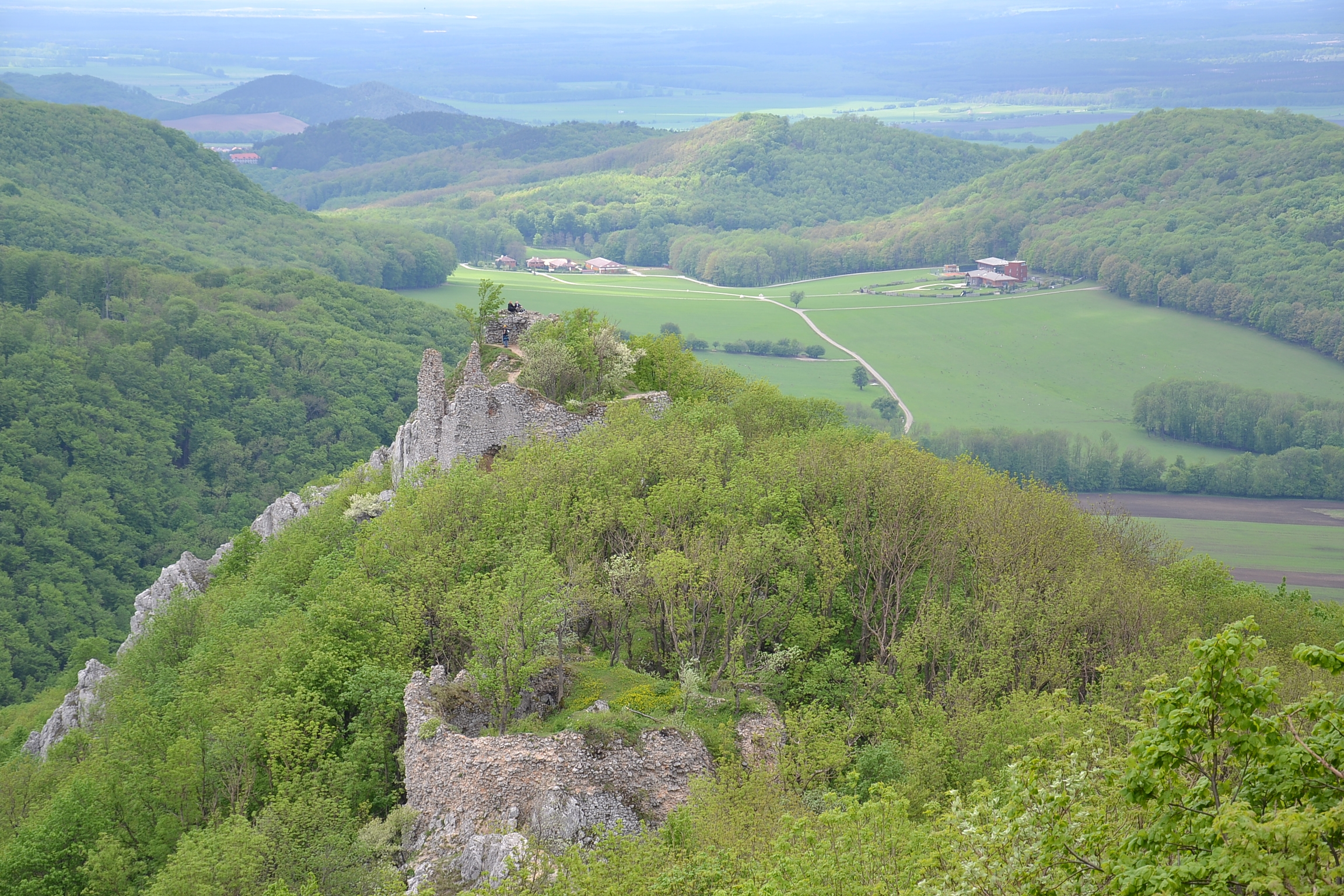
Burg Scharfenstein war namensgebend für die von Adam III. gegründete Scharfensteiner Linie

Zwischen dem Grundherren Adam III. und der Bevölkerung kam es 1735 zum Wiederaufleben von Konflikten um die Privilegien der Pinkafelder, die bereits zwischen 1697 und 1719 zu Auseinandersetzungen zwischen der Bevölkerung und Adams Vater Sigmund I. führten. Dabei ging es hauptsächlich um Mautfreiheit, die Befreiung von Militäreinquartierungen und die Gerichtsbarkeit, deren Rechte die Batthyány immer wieder versuchten zu beschneiden. Obwohl sich selbst Maria Theresia und Joseph II. mit den Beschwerden der Pinkafelder befassen mussten, und die Septemviraltafel 1768 zu Gunsten der Stadt entschied, gingen die Auseinandersetzungen bis über den Tod Adam III. am 15. November 1782 hinaus weiter.

Als Patronatsherr mehrerer Pfarren in seinen Herrschaftsgebieten, ließ Adam III. einige größtenteils bis heute bestehende Sakralbauten errichten, umbauen oder sanieren. Um 1748 ließ er den Kreuzweg und die Kalvarienbergkirche Pinkafeld mit Unterstützung seines Bruders Paul II. (1702–1740), dem Domprobst zu Raab, erbauen. In Heiligenbrunn, das zum Teil der Güssinger Herrschaft von Adam III. gehörte, ließ er das alte gotische Kirchengebäude erst mit einem neuen Hochaltar ausstatten, umbauen und sanieren, und 1764 dann schließlich die heute noch bestehende Pfarr– und ehemalige Wallfahrtskirche Heiligenbrunn errichten. In St. Nikolaus bei Güssing, dessen Kirche bis 1945 Sitz einer eigenständigen – ursprünglich kroatischsprachigen – Pfarre war, ließ er um 1770 Dach und Mauerwerk der alten Kirche sanieren. Von 1773 bis 1774 wurde in seinem Herrschaftssitz Pinkafeld die Katholische Pfarrkirche im Stil des Spätbarock errichtet. Teile der Pfarrkirche Burgau stammen ebenfalls aus der Zeit seiner Herrschaft. Darunter das 1775 errichtete Eingangsjoch mit der dreiachsigen Orgelempore, sowie die Platzlgewölbe auf neu gegliederten Wandpfeilern.

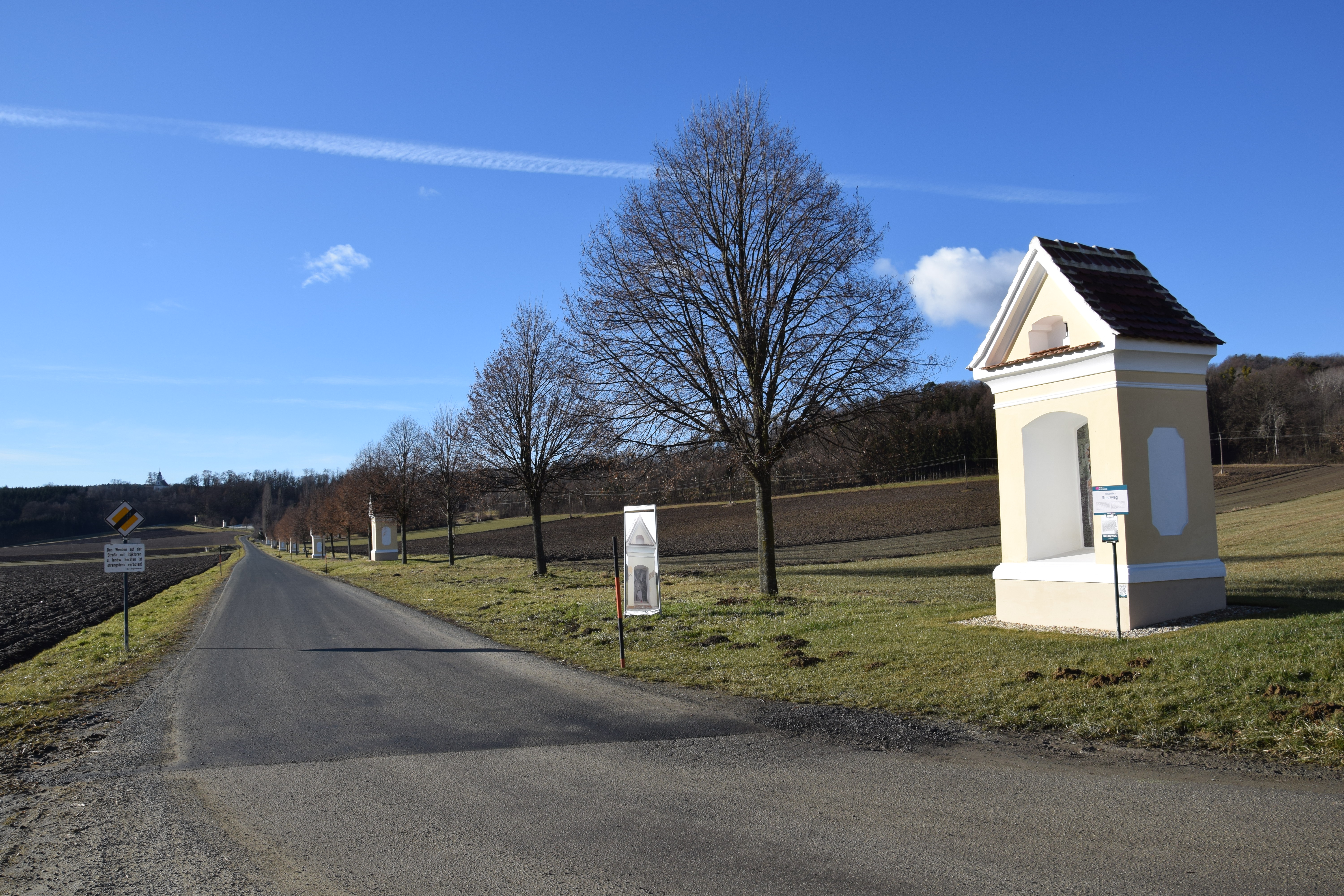
Kreuzweg Pinkafeld
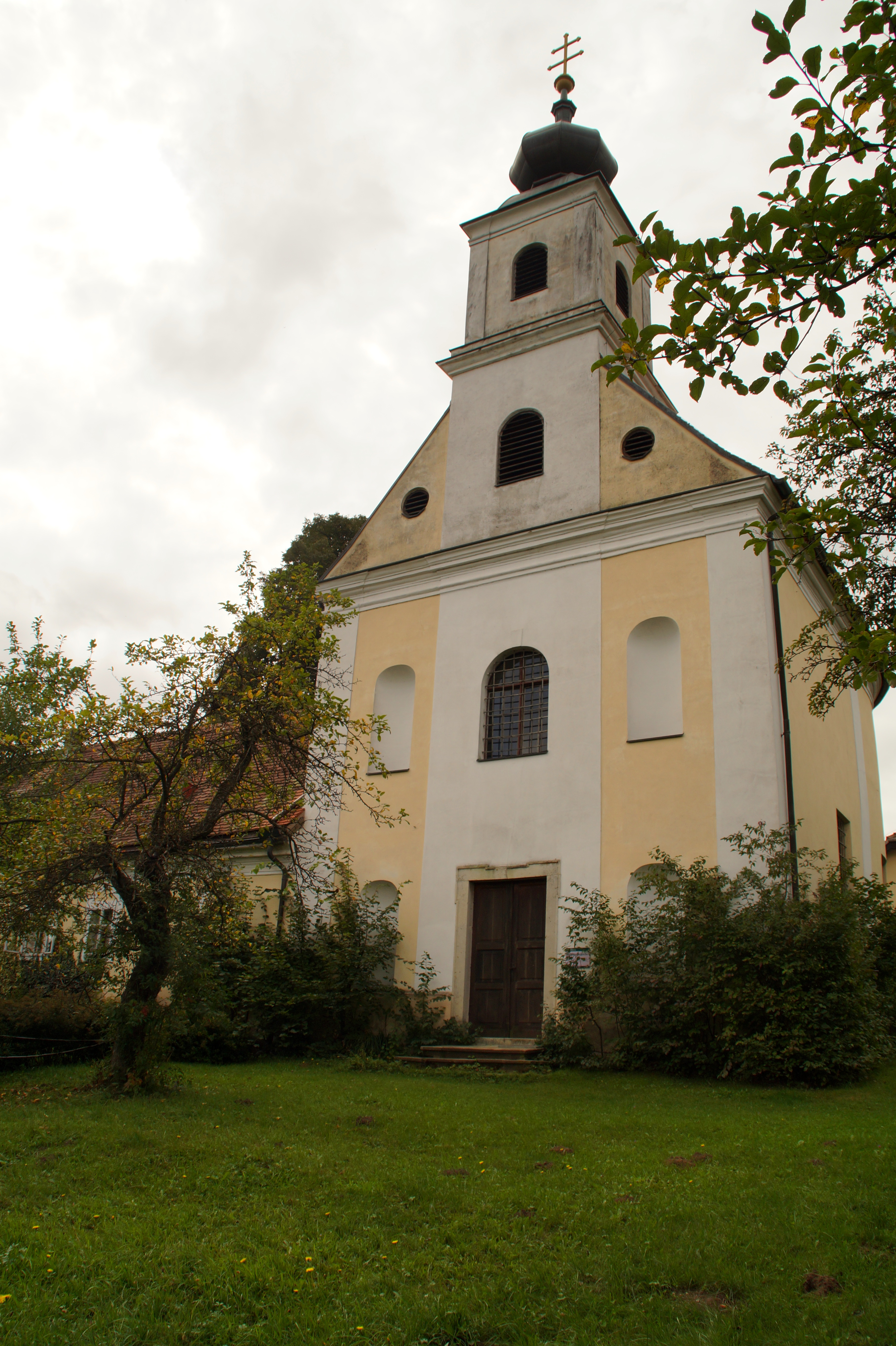
Kalvarienbergkirche Pinkafeld
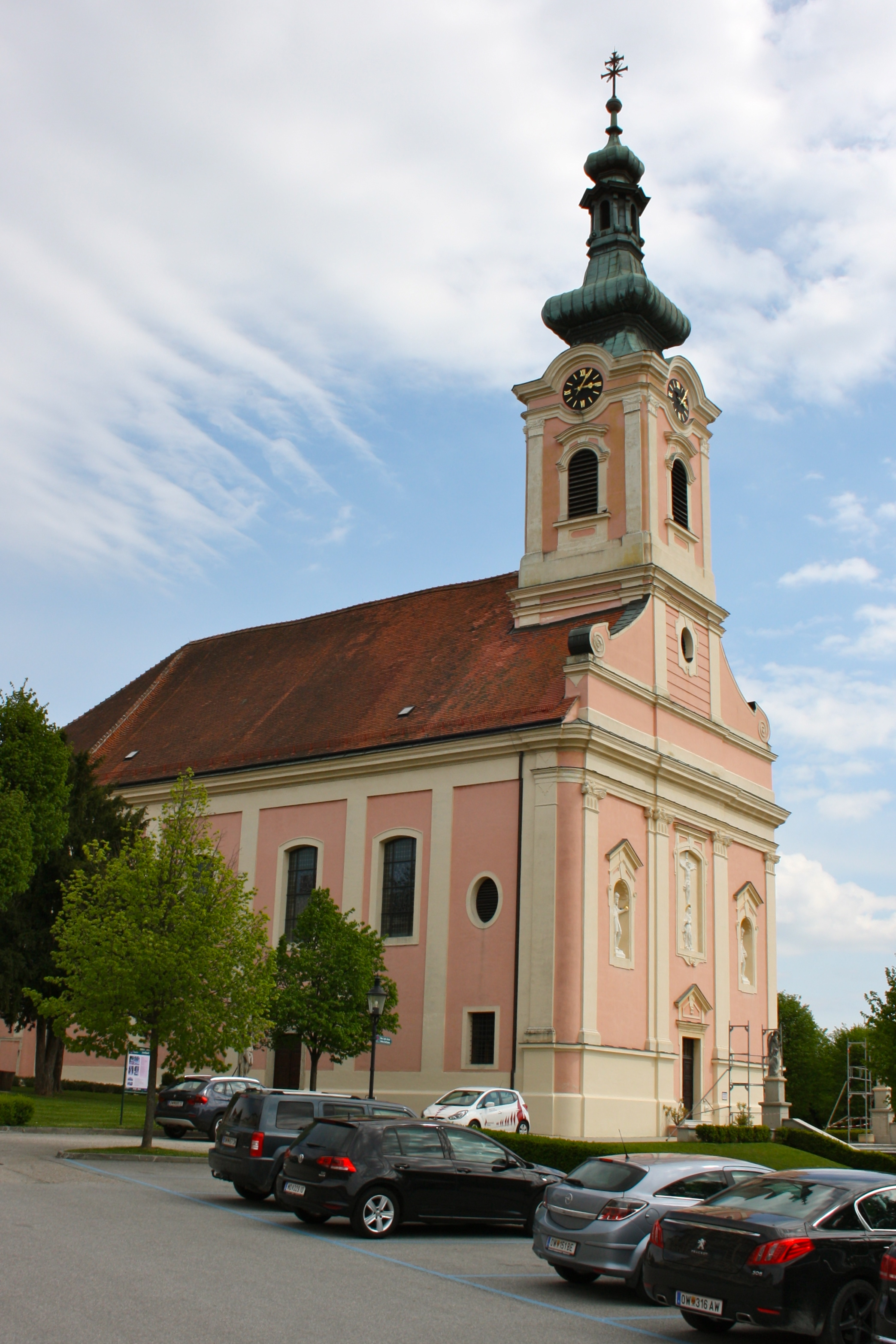
Katholische Pfarrkirche Pinkafeld
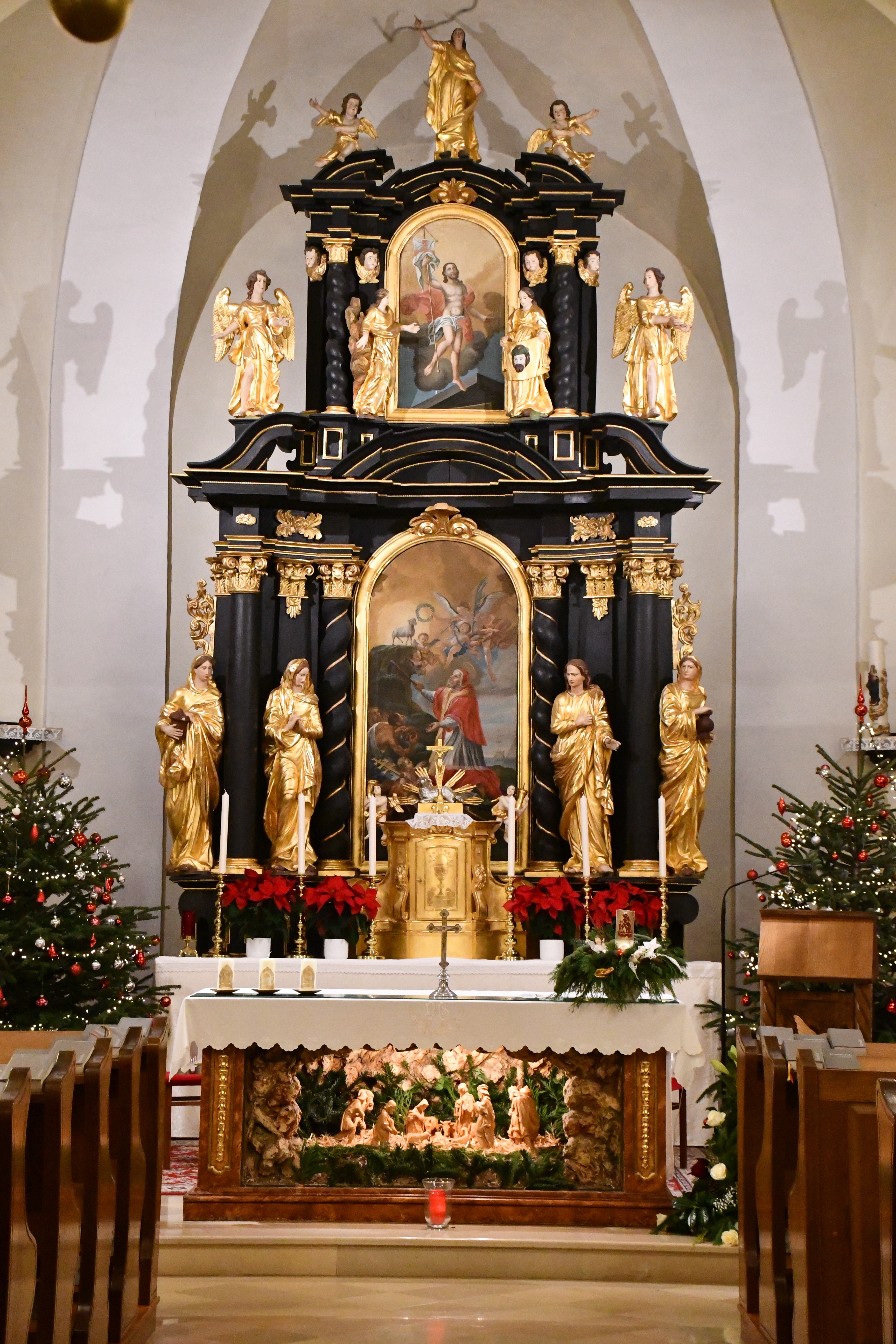
Hochaltar in Heiligenbrunn
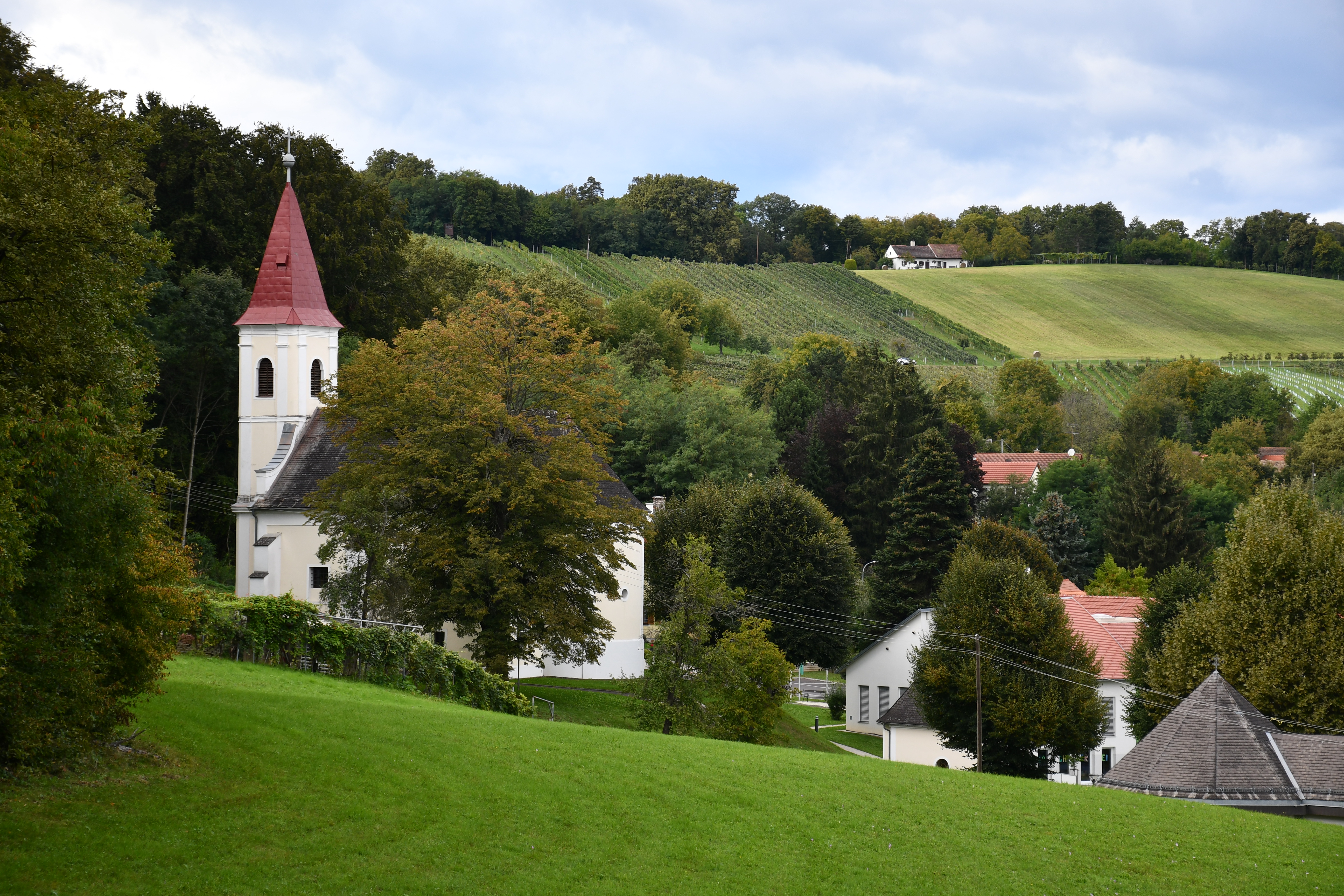
Pfarrkirche Heiligenbrunn
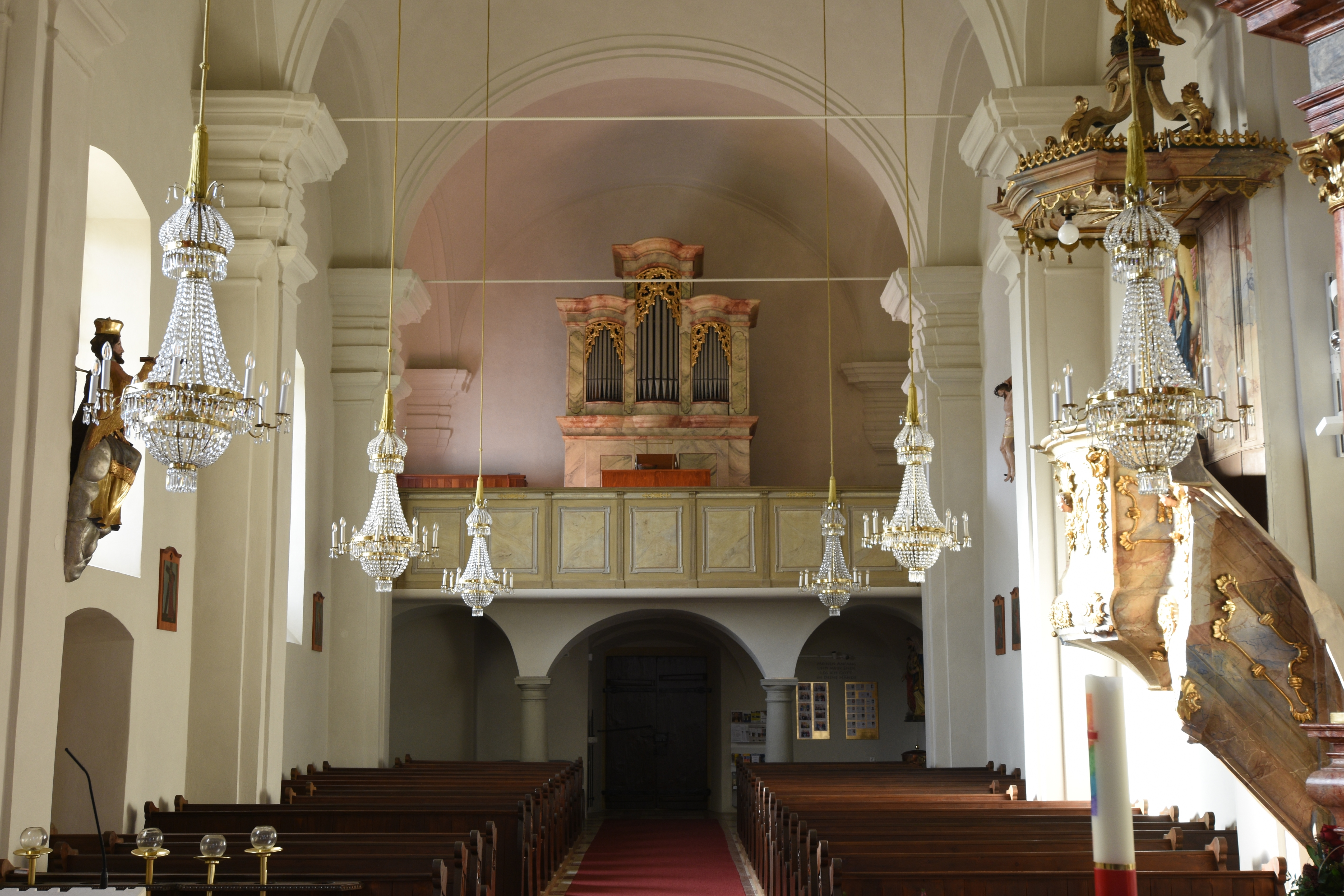
Orgelempore der Pfarrkirche Burgau

## Ehe und Nachkommen
Adam III. heiratete im Jahr 1736 Maria Anna, geb. Gräfin Esterházy (1716–1757). Aus der Ehe gingen sieben Kinder hervor:
- Franz IV. Graf Batthyány (1737–1821) ⚭ Agathe, geb. Freiin Stillfried
- Maria Elisabeth (1738–1772) ⚭ Miklós Forgách
- Sidonia Regina (1739–1816) ⚭ Johann Graf Illéshazy
- Karl II. Graf Batthyány (1742–1814)
- Johann Nepomuk I. Graf Batthyány (1744–1831) ⚭ Maria Gräfin Herberstein
- Maria Anna (1747–1772) ⚭ Maximilian I. Graf Batthyány
- Julia Sidonia (1751–1811) ⚭ András Graf Berényi de Karancsberény

Da alle Söhne von Adam III. ohne männliche Nachkommen blieben, starb die Scharfensteiner Linie mit dem Tod von Johann Nepomuk I. im Jahre 1831 im Mannesstamm aus.

## Auszeichnungen
- Schatzmeister des Königreiches Ungarn
- wirklicher Geheimer Rat
- k.k. Kämmerer